# ژان-کلود ۸۴۰۱۱
سیارک ۸۴۰۱۱ (به انگلیسی: 84011 Jean-Claude، نامگذاری:2002OB25) هشتاد و چهار هزار و یازدهمین سیارک کشف شده‌است که در ۲۳ ژوئیه ۲۰۰۲ کشف شد.